# Oleg Golovanov
Oleg Sergeevič Golovanov (in russo Олег Серге́евич Голованов?; Leningrado, 17 dicembre 1934 – 24 maggio 2019) è stato un canottiere sovietico, dal 1991 russo.

## Palmarès

### Olimpiadi
- 1 medaglia:
  - 1 oro (Roma 1960 nel due senza)

### Mondiali
- 1 medaglia:
  - 1 argento (Lucerna 1962 nel due senza)

### Europei
- 1 medaglia:
  - 1 argento (Mâcon 1959 nel due senza)